# وینشیل
وینشیل (به انگلیسی: Winshill) یک روستا و محله مدنی در بریتانیا است که در استافوردشر شرقی واقع شده‌است. وینشیل ۸٬۴۶۶ نفر جمعیت دارد.